# Ла Грејнџ (Илиноис)
Ла Грејнџ (енгл. La Grange) град је у америчкој савезној држави Илиноис.

## Демографија
По попису из 2010. године број становника је 15.550, што је 58 (-0,4%) становника мање него 2000. године.
| Група             | 2000.          | 2010.          |
| Белци             | 13.816 (88,5%) | 13.361 (85,9%) |
| Афроамериканци    | 939 (6,0%)     | 759 (4,9%)     |
| Азијати           | 156 (1,0%)     | 214 (1,4%)     |
| Хиспаноамериканци | 572 (3,7%)     | 998 (6,4%)     |
| Укупно            | 15.608         | 15.550         |